# يحيى بن جعفر بن أعين البارقي
الإمام الحافظ الحجة يحيى بن جعفر بن أعين البارقي  يكنى أبو زكريا مولاهم البخاري البيكندي، (ت 243 هـ/857 م ) امام حافظ وثقة لقب بمحدث بلاد ما وراء النهر. صاحب كتاب التفسير وله كتب مصنفة الصوم والصلاة والمناسك والبيوع، سمع سفيان بن عيينة ومحمد بن فضيل بن غزوان ووكيع بن الجراح وأبا معاوية الضرير، روى عنه محمد بن إسماعيل البخاري.

## اقوال العلماء
- ابن حبان: ذكره في كتاب الثقات .
- ابن حجر: ثقة.
- الذهبي:الإمام الحافظ الحجة، صدوق .
- كعبان: من أراد علما صحيحا نظيفا فعليكم بيحيى بن جعفر ، اكتبوا عنه .

## رواية الحديث
روى عن إسحاق بن سليمان الرازي وابنه الحسين بن يحيى بن جعفر البيكندي وسفيان بن عيينة وعبد الله بن الأجلح وعبد الرزاق بن همام وعلي بن عاصم الواسطي ومحمد بن عبد الله الأنصاري ومروان بن معاوية الفزاري ومعاذ بن هشام الدستوائي ووكيع بن الجراح ويزيد بن هارون وأبي معاوية الضرير.
روى عنه البخاري وأبو جعفر أحمد بن يونس بن الجنيد والحسين بن الحسن بن الوضاح وابنه الحسين بن يحيى بن جعفر البيكندي وأبو معشر حمدويه بن الخطاب الضرير الحافظ مستملي البخاري وأبو صالح خلف بن عامر وأبو سهل سريج بن موسى المؤذن وأبو سهيل سهل بن بشر الكندي وأبو سهل سهيل بن سهل المؤذن وأبو الليث شاكر بن حمدويه وعبد الله بن عبيد الله الشيباني وعبيد الله بن واصل البيكندي الحافظ وعلي بن الحسن النجاد وأبو عمرو قيس بن أنيف وأبو نصر الليث بن حبرويه بن الليث الفراء وأبو جعفر محمد بن أبي حاتم النحوي وراق البخاري ومحمد بن عبد الله بن محمد بن موسى السعدي.

## شيوخه
- إسحاق بن سليمان الرازى.
- سفيان بن عيينة.
- عبد الله بن الأجلح .
- عبد الرزاق بن همام.
- على بن عاصم الواسطى.
- محمد بن عبد الله الأنصاري.
- مروان بن معاوية الفزارى.
- معاذ بن هشام الدستوائى .
- وكيع بن الجراح.
- يزيد بن هارون.
- أبى معاوية الضرير.

## تلاميذه
- البخاري
- أبو جعفر أحمد بن يونس بن الجنيد
- الحسين بن الحسن بن الوضاح
- الحسين بن يحيى بن جعفر البيكندى ( ابنه )
- أبو معشر حمدويه بن الخطاب الضرير الحافظ ( مستملى البخاري )
- أبو صالح خلف بن عامر
- أبو سهل سريج بن موسى المؤذن
- أبو سهيل سهل بن بشر الكندى
- أبو سهل سهيل بن سهل المؤذن
- أبو الليث شاكر بن حمدويه
- عبد الله بن عبيد الله الشيبانى
- عبيد الله بن واصل البيكندى الحافظ
- على بن الحسن النجاد
- أبو عمرو قيس بن أنيف
- أبو نصر الليث بن حبرويه بن الليث الفراء
- أبو جعفر محمد بن أبي حاتم النحوى ( وراق البخاري )
- محمد بن عبد الله بن محمد بن موسى السعدى : البخاريون .

## مولفاته
ألف العديد من الكتب لكنها لم تصلنا منها من ذكرها المؤرخون:
- أبو سعد السمعاني قال: انه صحاب كتاب التفسير، وله كتب مصنفة في الصوم والصلاة والمناسك والبيوع.
- ذكر إسماعيل باشا البغدادي صاحب هدية العارفين أنه صنف تفسير القرآن.

## الوفاة
توفي في شوال سنة ثلاث وأربعين ومائتين.